# 莱林镇区
莱林镇区，是緬甸撣邦萊林縣的一个镇区，2014年人口52,371人。